# B. J. Tyler
Brandon Joel "B. J." Tyler (Galveston, Texas, 30 de abril de 1971) es un exjugador de baloncesto estadounidense que disputó una temporada en los Philadelphia 76ers de la NBA. Con 1,85 metros de estatura, jugaba en la posición de base.

## Trayectoria deportiva

### Universidad
Tras pasar su primer año universitario en DePaul, fue transferido a la Universidad de Texas en Austin, donde disputó tres temporadas con los Longhorns. En su año sénior fue nombrado en el tercer equipo del All-American después de promediar 22,8 puntos, 3,4 rebotes y 6,3 asistencias en 28 partidos. En sus tres años en Texas superó los 17 puntos y 5 asistencias por encuentro.

### Profesional
Tyler fue seleccionado en la 20.ª posición del Draft de la NBA de 1994 por Philadelphia 76ers. En su primer y único año en la NBA aportó 3,5 puntos y 3,2 asistencias en 55 partidos, 8 de ellos como titular. Al finalizar la temporada fue escogido por Toronto Raptors en el draft de expansión. De acuerdo con el libro Drive del periodista Chris Young, Tyler se quedó dormido accidentalmente con un paquete de hielo en la rodilla, lo que le perjudicó gravemente y le hizo perder toda su velocidad, forzándole a la retirada.
En 2004 jugó un partido con Sioux Falls Skyforce de la CBA, anotando 9 puntos en 23 minutos de juego.

## Estadísticas de su carrera de la NBA

### Temporada regular
| Año     | Equipo       | PJ | PT | MPP  | %TC  | %3P  | %TL  | RPP | APP | ROB | TPP | PPP |
| ------- | ------------ | -- | -- | ---- | ---- | ---- | ---- | --- | --- | --- | --- | --- |
| 1994-95 | Philadelphia | 55 | 8  | 14.7 | .381 | .314 | .700 | 1.1 | 3.2 | .7  | .0  | 3.5 |
| Total   | Total        | 55 | 8  | 14.7 | .381 | .314 | .700 | 1.1 | 3.2 | .7  | .0  | 3.5 |